# Сан Поломатезе (Кампобасо)
Сан Поломатезе је насеље у Италији у округу Кампобасо, региону Молизе.
Према процени из 2011. у насељу је живело 160 становника. Насеље се налази на надморској висини од 734 м.